# Munich Cowboys
Munich Cowboys ist ein American-Football-Verein aus München. Seine Heimspiele trägt der Verein im Dantestadion aus. Der Club ist einer der ältesten (bzw. zweitälteste noch aktive) Footballvereine Deutschlands.

## Geschichte
Die Munich Cowboys wurden am 17. März 1979 in einem Lokal in München gegründet. Erster Präsident war Gründungsmitglied Werner Forster. Seit 2006 ist Werner L. Maier sein Nachfolger. Als Gründungsmitglied nahmen die Cowboys an der im selben Jahr entstandenen Football-Bundesliga, der heutigen German Football League (GFL) teil. Die Cowboys sind damit eines der ältesten noch existierenden Football-Teams in Deutschland.
Ihren bislang größten Erfolg erreichten sie in der Saison 1993 mit dem Gewinn der deutschen Meisterschaft mit einem 42:36 nach Verlängerung gegen die Cologne Crocodiles. Nach der Saison 2002, in der bereits ein Insolvenzverfahren lief, stiegen die Cowboys durch Niederlagen gegen die Marburg Mercenaries in der Relegation aus der GFL ab. Eine Vereinsauflösung wurde knapp abgewendet und auf einen Start in der 2. Bundesliga verzichtet. Stattdessen wurde der Spielbetrieb in der Regionalliga-Süd 2003 aufgenommen, aus der der direkte Aufstieg in die 2. Bundesliga gelang. Bereits im Jahr 2004 gelang der Wiederaufstieg in die GFL Süd.
Nach Rückkehr ins Oberhaus stieg das Team nach der Saison 2005 nur deshalb nicht ab, weil nur fünf Teams in der GFL Süd spielten. In der Saison 2006 landeten sie in der Relegation, in der sich die Weinheim Longhorns, als Meister der 2. Liga Süd, durchsetzen. So stiegen die Cowboys zum zweiten Mal innerhalb von vier Jahren ab. In der Saison 2007 gelang gegen die Zweitplatzierten Franken Knights der direkte Wiederaufstieg in die GFL. Als Aufsteiger erreichten die Cowboys in der Saison 2008 den 3. Tabellenplatz und somit zum ersten Mal nach sieben Jahren wieder die Play-offs. Dort war aber schon im Viertelfinale Endstation. Die Saison 2009 beendete die Herrenmannschaft als Tabellenletzter der GFL. Sie behaupteten sich in der Relegation gegen die Franken Knights. Im Jahr 2010 erreichten die Cowboys den 5. Platz.
In der Saison 2023 belegten die Munich Cowboys in der Südstaffel der German Football League den fünften Rang mit einer Bilanz von 3 Siegen und 9 Niederlagen. Cheftrainerin in diesem Jahr war Nadine Nurasyid, die das Team bereits 2022 zum ersten Play-off-Einzug seit 2014 geführt hatte.
Zur Spielzeit 2024 steigerte sich die Mannschaft auf 5 Siege und 7 Niederlagen und schloss die GFL Süd erneut als Tabellenfünfter ab.
| Ewige GFL-Bilanz | Ewige GFL-Bilanz | Ewige GFL-Bilanz | Ewige GFL-Bilanz | Ewige GFL-Bilanz | Ewige GFL-Bilanz | Ewige GFL-Bilanz | Ewige GFL-Bilanz | Ewige GFL-Bilanz | Ewige GFL-Bilanz | Ewige GFL-Bilanz | Ewige GFL-Bilanz |
| Jahr             | Gesamt           | Gesamt           | Gesamt           | Heim             | Heim             | Heim             | Ausw.            | Ausw.            | Ausw.            | TD-Verhältnis    |                  |
| Jahr             | S                | N                | U                | S                | N                | U                | S                | N                | U                | TD-Verhältnis    |                  |
| ---------------- | ---------------- | ---------------- | ---------------- | ---------------- | ---------------- | ---------------- | ---------------- | ---------------- | ---------------- | ---------------- | ---------------- |
| 2008             | 7                | 5                | 0                | 5                | 1                | 0                | 2                | 4                | 0                | 224 : 164        |                  |
| 2009             | 2                | 10               | 0                | 2                | 4                | 0                | 0                | 6                | 0                | 151 : 261        |                  |
| 2010             | 3                | 9                | 0                | 2                | 4                | 0                | 1                | 5                | 0                | 174 : 411        |                  |
| 2011             | 7                | 7                | 0                | 4                | 3                | 0                | 3                | 4                | 0                | 256 : 277        |                  |
| 2012             | 2                | 11               | 1                | 2                | 5                | 0                | 0                | 6                | 1                | 297 : 473        |                  |
| 2013             | 9                | 4                | 1                | 5                | 2                | 0                | 4                | 2                | 1                | 380 : 275        |                  |
| 2014             | 8                | 6                | 0                | 5                | 2                | 0                | 3                | 4                | 0                | 454 : 453        |                  |
| 2015             | 7                | 7                | 0                | 3                | 4                | 0                | 4                | 3                | 0                | 312 : 380        |                  |
| 2016             | 5                | 9                | 0                | 3                | 4                | 0                | 2                | 5                | 0                | 335 : 560        |                  |
| 2017             | 3                | 11               | 0                | 1                | 6                | 0                | 2                | 5                | 0                | 278 : 489        |                  |
| 2018             | 6                | 8                | 0                | 3                | 4                | 0                | 3                | 4                | 0                | 290 : 373        |                  |
| 2019             | 3                | 10               | 1                | 2                | 4                | 1                | 1                | 6                | 0                | 238 : 423        |                  |
| 2020             | 0                | 0                | 0                | 0                | 0                | 0                | 0                | 0                | 0                | 0                |                  |
| 2021             | 6                | 4                | 0                | 4                | 1                | 0                | 2                | 3                | 0                | 289 : 118        |                  |
| 2022             | 8                | 1                | 1                | 4                | 1                | 0                | 4                | 0                | 1                | 303 : 176        |                  |
| 2023             | 3                | 9                | 0                | 2                | 4                | 0                | 1                | 5                | 0                | 169:359          |                  |
| Gesamt           | 79               | 111              | 4                | 47               | 49               | 1                | 32               | 62               | 3                | 4.150 : 5.192    |                  |

## Zuschauer seit dem Wiederaufstieg in die GFL
| Saison  | 2023  | 2022  | 2021  | 2020 | 2019   | 2018   | 2017  | 2016  | 2015  | 2014  | 2013  | 2012  | 2011  | 2010  | 2009  | 2008  |
| ------- | ----- | ----- | ----- | ---- | ------ | ------ | ----- | ----- | ----- | ----- | ----- | ----- | ----- | ----- | ----- | ----- |
| Spiel 1 | 1.037 | 1.017 | ?     | *    | 1.562  | 1.834  | 1.043 | 1.547 | 1.157 | 1.100 | 728   | 1.012 | 774   | 812   | 817   | 885   |
| Spiel 2 | 1.129 | 1.293 | 500   | *    | 1.979  | 1.939  | 1.462 | 1.117 | 1.279 | 889   | 524   | 1.081 | 687   | 947   | 1.011 | 1.079 |
| Spiel 3 | 1.247 | 1.412 | 1.500 | *    | 1.682  | 1.965  | 1.737 | 1.397 | 813   | 1.505 | 711   | 521   | 581   | 731   | 1.078 | 640   |
| Spiel 4 | 1.497 | 1.698 | 1.100 | *    | 1.638  | 1.756  | 1.414 | 1.148 | 992   | 749   | 673   | 548   | 894   | 372   | 1.005 | 893   |
| Spiel 5 | 1.354 | 1.083 | 1.500 | *    | 1.917  | 1.748  | 1.083 | 623   | 783   | 1127  | 803   | 746   | 839   | 826   | 1.098 | 1.124 |
| Spiel 6 | 1.512 | 2.123 |       | *    | 1.912  | 1.819  | 1.527 | 837   | 822   | 721   | 687   | 519   | 621   | 647   | 1.236 | 937   |
| Spiel 7 | 1.746 |       | 1.898 | *    | 2.074  | 1.492  | 1.017 | 1416  | 1059  | 913   | 564   | 739   |       | 1.046 |       |       |
| Gesamt  | 9.522 | 8.626 | 4.600 |      | 12.588 | 13.135 | 9.758 | 7.686 | 7.262 | 7.150 | 5.039 | 4.991 | 5.135 | 4.335 | 7.291 | 5.558 |
| Schnitt | 1.360 | 1.438 | 1.150 |      | 1.798  | 1.876  | 1.394 | 1.098 | 1.037 | 1.021 | 720   | 713   | 734   | 723   | 1.042 | 926   |

Quelle: Offizielle Statistikseite der GFL.

## Munich Cowboys II
Die im Jahr 2014 gegründete 2. Mannschaft der Munich Cowboys wird von Headcoach Christian Raphael betreut. Ihm steht ein Trainerstab mit 5 Offensiv-, 3 Defensiv- und einem Specialteamcoach zur Verfügung. Beim Team sind etwa 130 Spieler gemeldet. Nach der Meisterschaft in der Landesliga im Jahr 2017, die mit einem Endspielsieg über die Erding Bulls (27:19) errungen wurde, stieg das Team in die Bayernliga Süd auf. Die Heimspiele trägt das Team genau wie die erste Mannschaft im Dantestadion in München aus. Bis zur einschließlich der Saison 2023 spielten die Munich Cowboys II in der Regionalliga Süd. Auf Grund des Abstiegs werden die Munich Cowboys II ab der Saison 2024 in der Bayernliga spielen.

## Munich Cowboys Ladies
Im Jahr 1995 wechselte die Damenmannschaft des Stadtrivalen München Rangers zu den Cowboys und bildet seitdem die Cowboys Ladies. Im Folgejahr nahmen sie erstmals an der Damenbundesliga teil, in der sie seitdem ununterbrochen spielen. Damit sind die Cowboys Ladies das Team, das am längsten in dieser Liga spielt.
Von 2001 bis 2003 zogen sie drei Mal in Folge in den Ladiesbowl ein, verloren aber jeweils gegen die damaligen Rekordmeister, die Berlin Adler Girls. Nach einem darauffolgenden Jahr ohne Finalteilnahme, gelang ihnen in den Saisons 2005 und 2006 der Gewinn der Meisterschaft. Anschließend schlossen sie die Spielzeiten vor allem durchschnittlich ab und zogen bis einschließlich 2017 nur noch vier Mal in die Play-offs ein. Erst 2018 gelang den Cowboys Ladies erneut die Finalteilnahme, welches sie allerdings gegen die Berlin Kobra Ladies verloren. Nach den zwei aufgrund der Covid-19-Pandemie ausgefallenen Saisons 2020 und 2021, beendeten sie das Ligajahr 2022 erneut nur durchschnittlich mit einer Bilanz von 4:4. In der Saison 2023 belegte man nach einem Sieg in fünf Spielen den letzten Gruppenplatz. Auch wenn man im darauffolgenden Jahr wieder ein Spiel mehr gewinnen konnten, reichte diese Leistung trotzdem nur für den vorletzten Tabellenplatz.
Zur Saison 2025 kam es daher zu zwei wesentlichen Veränderungen bei den Cowboys Ladies. Zum einen wurde sich für den Abstieg in die 2. Bundesliga entschieden und zum anderen wurde eine Spielgemeinschaft mit den Fursty Razorbacks Ladies gegründet.
| Saison | Pl.                                 | S                                   | U                                   | N                                   | TD-Pkt.                             | Play-offs erreicht bis                          |
| ------ | ----------------------------------- | ----------------------------------- | ----------------------------------- | ----------------------------------- | ----------------------------------- | ----------------------------------------------- |
| 1996   |                                     |                                     |                                     |                                     |                                     |                                                 |
| 1997   |                                     |                                     |                                     |                                     |                                     |                                                 |
| 1998   |                                     |                                     |                                     |                                     |                                     |                                                 |
| 1999   |                                     |                                     |                                     |                                     |                                     |                                                 |
| 2000   |                                     |                                     |                                     |                                     |                                     |                                                 |
| 2001   | 1.                                  | 7                                   | 0                                   | 1                                   | 183:270                             | Finale: Niederlage vs. Berlin Adler Girls 0:35  |
| 2002   | 1.                                  | 8                                   | 0                                   | 0                                   | 300:130                             | Finale: Niederlage vs. Berlin Adler Girls 20:28 |
| 2003   | 1.                                  | 3                                   | 0                                   | 1                                   | 90:33                               | Finale: Niederlage vs. Berlin Adler Girls 12:41 |
| 2004   | 2.                                  | 2                                   | 0                                   | 2                                   | 113:610                             | HF: Niederlage vs. Hamburg Amazons 6:25         |
| 2005   | 1.                                  | 5                                   | 0                                   | 0                                   | 125:140                             | Finale: Sieg vs. Hamburg Amazons 28:0           |
| 2006   | 2.                                  | 6                                   | 0                                   | 2                                   | 282:500                             | Finale: Sieg vs. Berlin Kobra Ladies 41:14      |
| 2007   | 4.                                  | 4                                   | 0                                   | 6                                   | 108:106                             | –                                               |
| 2008   | 3.                                  | 2                                   | 0                                   | 4                                   | 058:106                             | –                                               |
| 2009   | 3.                                  | 3                                   | 0                                   | 3                                   | 075:144                             | –                                               |
| 2010   | 3.                                  | 2                                   | 0                                   | 4                                   | 078:107                             | –                                               |
| 2011   | 3.                                  | 0                                   | 0                                   | 4                                   | 074:140                             | HF: Niederlage vs. Düsseldorf Blades 6:20       |
| 2012   | 4.                                  | 2                                   | 1                                   | 5                                   | 129:138                             | –                                               |
| 2013   | 2.                                  | 5                                   | 0                                   | 1                                   | 187:980                             | HF: Niederlage vs. Berlin Kobra Ladies 20:23    |
| 2014   | 2.                                  | 3                                   | 0                                   | 1                                   | 77:44                               | HF: Niederlage vs. Berlin Kobra Ladies 0:38     |
| 2015   | 3.                                  | 0                                   | 0                                   | 6                                   | 015:172                             | –                                               |
| 2016   | 3.                                  | 2                                   | 0                                   | 4                                   | 63:85                               | –                                               |
| 2017   | 1.                                  | 5                                   | 0                                   | 0                                   | 217:180                             | HF: Niederlage vs. Berlin Kobra Ladies 6:18     |
| 2018   | 1.                                  | 5                                   | 0                                   | 1                                   | 113:310                             | Finale: Niederlage vs. Berlin Kobra Ladies 6:26 |
| 2019   | 3.                                  | 2                                   | 1                                   | 3                                   | 082:114                             | –                                               |
| 2020   | Saison abgesagt (COVID-19-Pandemie) | Saison abgesagt (COVID-19-Pandemie) | Saison abgesagt (COVID-19-Pandemie) | Saison abgesagt (COVID-19-Pandemie) | Saison abgesagt (COVID-19-Pandemie) | Saison abgesagt (COVID-19-Pandemie)             |
| 2021   | Saison abgesagt (COVID-19-Pandemie) | Saison abgesagt (COVID-19-Pandemie) | Saison abgesagt (COVID-19-Pandemie) | Saison abgesagt (COVID-19-Pandemie) | Saison abgesagt (COVID-19-Pandemie) | Saison abgesagt (COVID-19-Pandemie)             |
| 2022   | 2.                                  | 2                                   | 0                                   | 2                                   | 93:74                               | –                                               |
| 2023   | 4.                                  | 1                                   | 0                                   | 4                                   | 162:213                             | –                                               |
| 2024   | 6.                                  | 2                                   | 0                                   | 4                                   | 080:117                             | –                                               |
| Gesamt | Gesamt                              | 69                                  | 2                                   | 54                                  | 2.649 : 1.905                       |                                                 |

## Erfolge

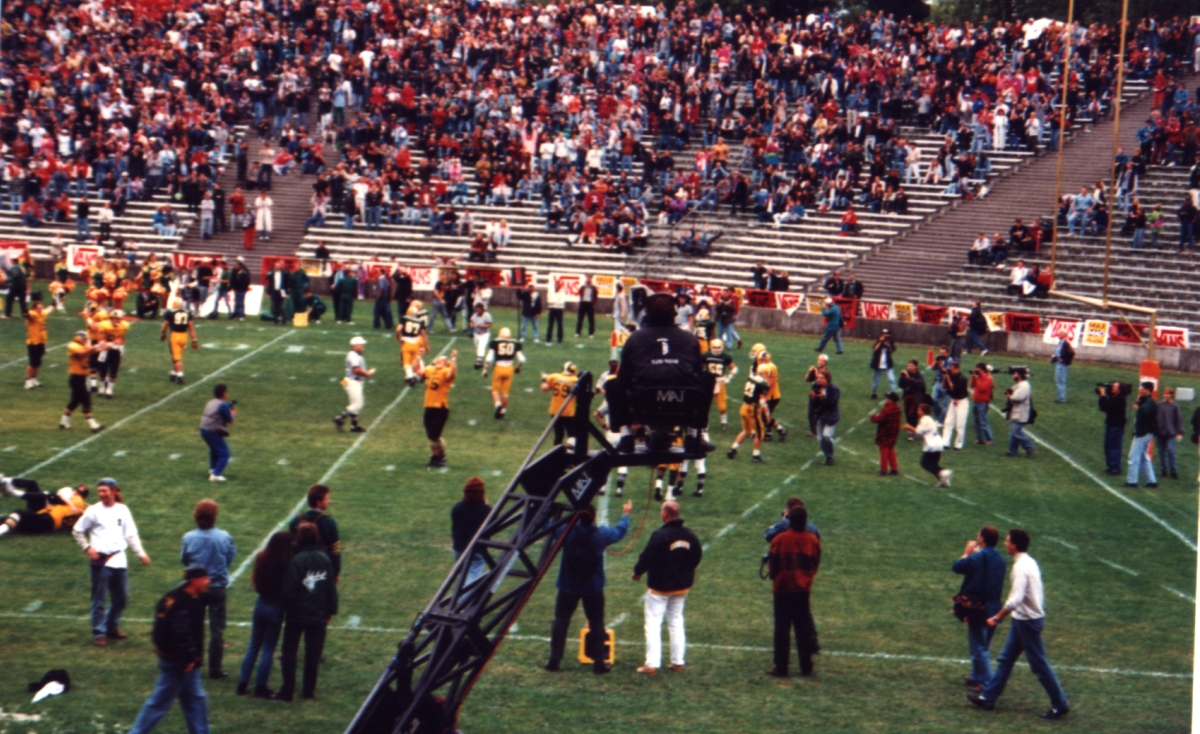
German-Bowl-Sieger 1993

- 2022 Gewinn der bayerischen Jugendmeisterschaft U16
- 2010 Gewinn der bayerischen Jugendmeisterschaft
- 2006 Gewinn der deutschen Meisterschaft im Damen-Football (Ladies Bowl)
- 2006 Gewinn der bayerischen Jugendmeisterschaft
- 2005 Gewinn der deutschen Meisterschaft im Damen-Football (Ladies Bowl)
- 1993 Gewinn der deutschen Meisterschaft Herren-Football (German Bowl)

## Teams der Munich Cowboys
- Munich Cowboys Seniors – Herren Football
- Munich Cowboys II – 2. Herren Football
- Munich Cowboys Ladies – Damen Tackle Football
- Munich Cowboys Juniors – Junior Tackle Football U19, U16, U13
- Munich Cowboys Flag – Junior Flag Football U16, U13, U11, U9
- Munich Cowboys Cheerleader – ALL-Girl Team